# 코스타리카
코스타리카 공화국(스페인어: República de Costa Rica 레푸블리카 데 코스타리카[*]), 줄여서 코스타리카(스페인어: Costa Rica, 문화어: 꼬스따리까)는 중앙아메리카에 있는 공화국이며, 수도는 산호세이다. 북쪽으로는 니카라과, 남동쪽으로는 파나마와 국경을 접하며, 서쪽으로는 태평양, 동쪽으로는 카리브해와 접한다. 나라 이름은 스페인어로 풍요로운 해안을 뜻하며, 세계에서 정식적인 군대가 없는 국가 중 하나이자 중립국이다. 또한, 국토의 일부가 국립공원으로서 법적 보호를 받는다.

## 역사
1502년 콜럼버스가 이곳에 도착했으며, 1821년 스페인으로부터 독립하였다. 1823년부터 1839년까지 중앙아메리카 연방의 일부였으며, 1824년에 수도가 산호세로 옮겨졌다.  두 차례의 세계 대전 당시에는 연합국 쪽으로 참전하였으며, 이후, 1949년이후에 정치적 안정을 이룬후에, 군대를 공식적으로 폐지하였으며, 중립국가가 되었다.

## 지리
코스타리카는 중앙아메리카에 위치하고 있다. 북쪽으로는 니카라과, 남동쪽으로는 파나마와 국경을 접하며 서쪽으로는 태평양, 동쪽으로는 카리브해와 접한다. 미국 웨스트버지니아주와 크기가 비슷하며 거품이 이는 물(white water), 카약과 래프팅으로 유명하기도 하다. 주요 강으로는 파콰레강과 레벤타손강(Rio Reventazon)이 있으며, 수도인 산호세에서 동쪽으로 2시간 떨어져 있는 투리알바(Turrialba) 인근에 있다.
전체 면적은 51,100km2 정도이다. 가장 높은 곳은 세로 치리포(Cerro Chirripó)로서 3,820 m이고 중앙아메리카에서는 5번째로 높은 곳이다. 가장 높은 화산은 이라수 화산이다. 여러 섬도 있는데 코코섬이 가장 대표적이지만 칼레로섬(Isla Calero)이 가장 큰 섬이다.
코스타리카는 국토의 거의 절반이 원시림으로 발길 닿는 곳마다 나무가 울창하다. 국가의 보호를 철저히 받고 있는 이 원시림에는 각종 야생동물들이 서식하고 있는데 그 규모가 전 세계의 5%에 이른다. 나라의 전체면적이 세계 국토의 0.03%에 불과한 것에 비추어 볼 때 경이로운 현상이다. 세계적으로 생물 다양성이 높은 국가이며 국토의 23%가 국립공원으로 보호받고 있다.

## 정치

### 정부
코스타리카의 국가 원수 겸 정부 수반은 대통령이다. 대통령은 4년마다 선출하며, 선출된 대통령은 각료회의를 구성한다. 현재 코스타리카 공화국의 대통령은 로드리고 차베스 로블레스이다.

## 행정 구역
코스타리카는 다음과 같은 7개 행정 구역으로 나뉘어 있으며, 각각의 행정구역은 다시 총 81개 현으로 나뉜다. 각 행정구역은 시민들의 민주적인 투표로 당선되는 주지사가 다스리게 되지만, 각 주별 자치 입법을 행사하지는 않고 있다.

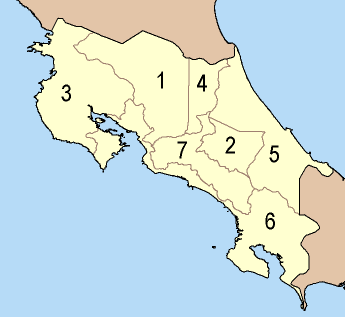

1. 알라후엘라주 Alajuela
2. 카르타고주 Cartago
3. 과나카스테주 Guanacaste
4. 에레디아주 Heredia
5. 리몬주 Limón
6. 푼타레나스주 Puntarenas
7. 산호세주 San José

수도는 산호세이다.

## 기후
코스타리카는 북위 8~12도에 위치하는 국가이기에 연중 열대성 기후를 유지한다. 그러나 그 안에서도 고도, 강우량, 지형 등에 의한 조금씩의 차이가 보인다. 코스타리카의 계절은 북반구의 사계절이 아닌 강우량으로 결정되는데 건기(코스타리카인들에게 여름)와 우기(겨울)이다. 여름, 혹은 건기는 12월~4월까지 이어지고, 겨울, 혹은 우기는 5월~11월까지 이어진다. 겨울은 대서양 허리케인 계절 주기와 거의 맞물리며 일부 지역에서는 그치지 않고 비가 내린다. 아주 덥다.

## 문화
토착 문화가 형성되었지만 유럽의 영향으로 소진되어가고 있다. 목공예품과 가죽 제품이 발달하였다. 코스타리카에서는 가장 인기있는 스포츠는 축구이며, 투우, 서핑 등 해양 스포츠의 인기가 높다. 특히 브라질에서 열린 2014년 FIFA 월드컵에서는 8강까지 진출하며 인상적인 경기력을 선보였다.

## 군사
코스타리카는 군대를 폐지한 나라로 대신 코스타리카 공공부대가 국방을 수행하고 있다.

## 대외 관계

### 대한민국과의 관계
양국은 1962년에 수교하였다. 1988년 하계 올림픽과 2002년 FIFA 월드컵 때도 선수를 보낸 경력이 있다. 2023년 오늘날에도, 대한민국에서 코스타리카를 직접 연결하는 항공편이 없기 때문에, 코스타리카를 여행하려는 한국인들은 현재에도, 다른 국가를를 경유해야 한다.

### 조선민주주의인민공화국과의 관계
조선민주주의인민공화국은 이 나라와 1974년에 수교하였지만 1983년에 미얀마에서 일어난 아웅산 묘역 테러 사건을 계기로 양국은 단교하였다.

### 중화인민공화국과의 관계
코스타리카는 과거 중화민국과의 외교 관계를 맺고 있었으나, 2007년에 중화인민공화국을 중국 대륙의 단일 정부로 인정하였다.

### 미국과의 관계
양국은 1851년에 수교하였다.